# Jan Henryk XV Hochberg książę von Pless

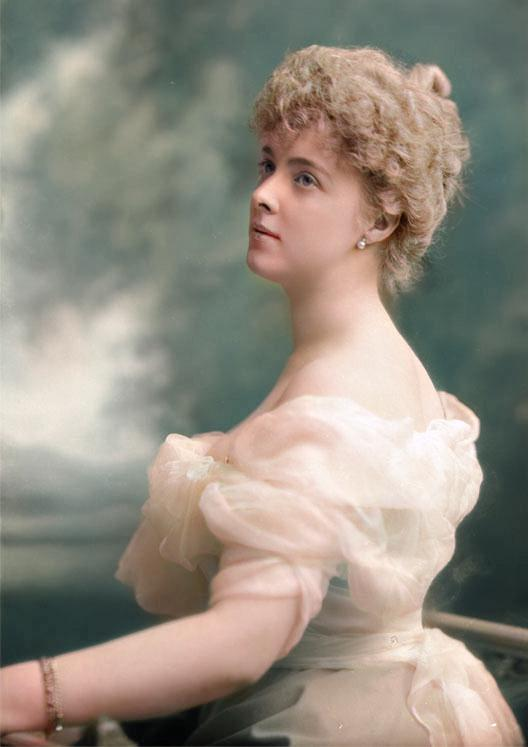
Maria Teresa Oliwia von Pless, księżna Daisy (1898)

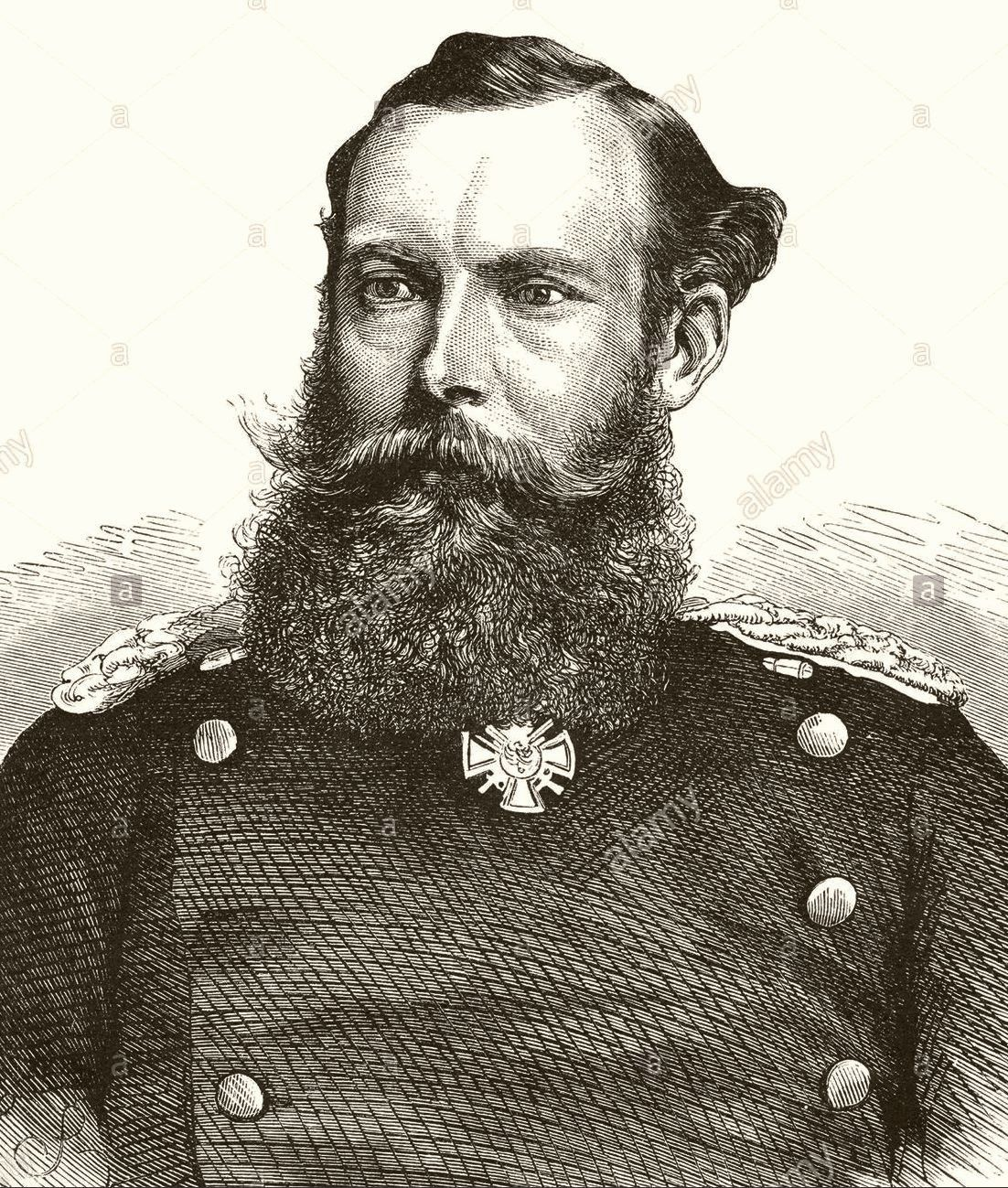
Jan Henryk XI von Hochberg (1833–1907), ojciec Jana Henryka XV

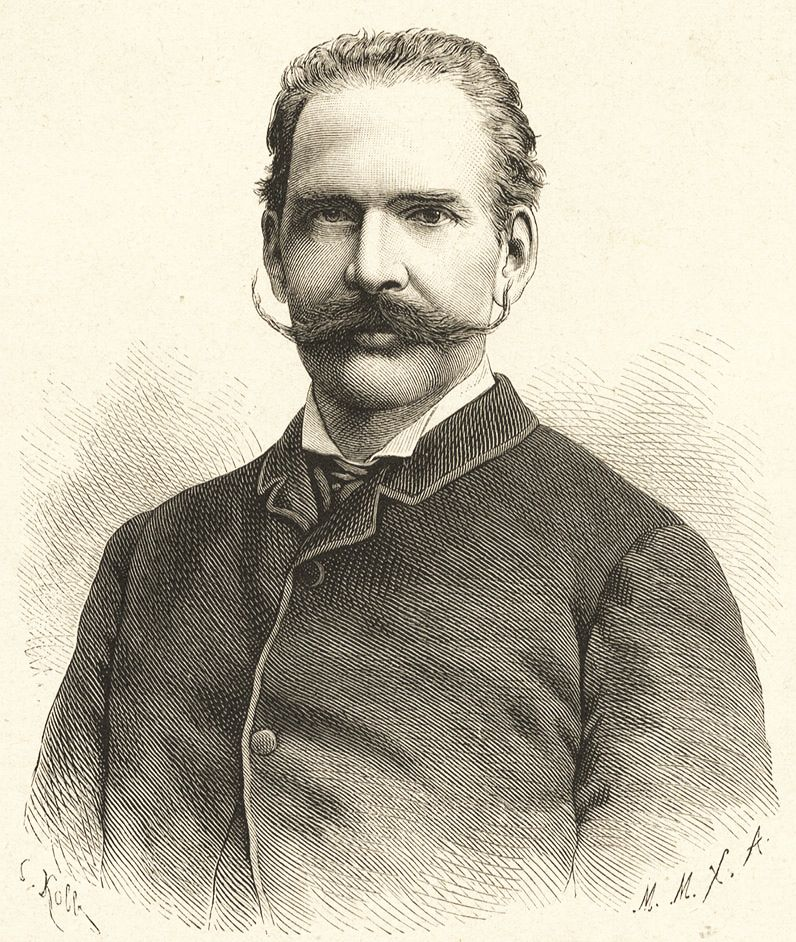
Jan Henryk XIV Bolko von Hochberg (1843–1926)

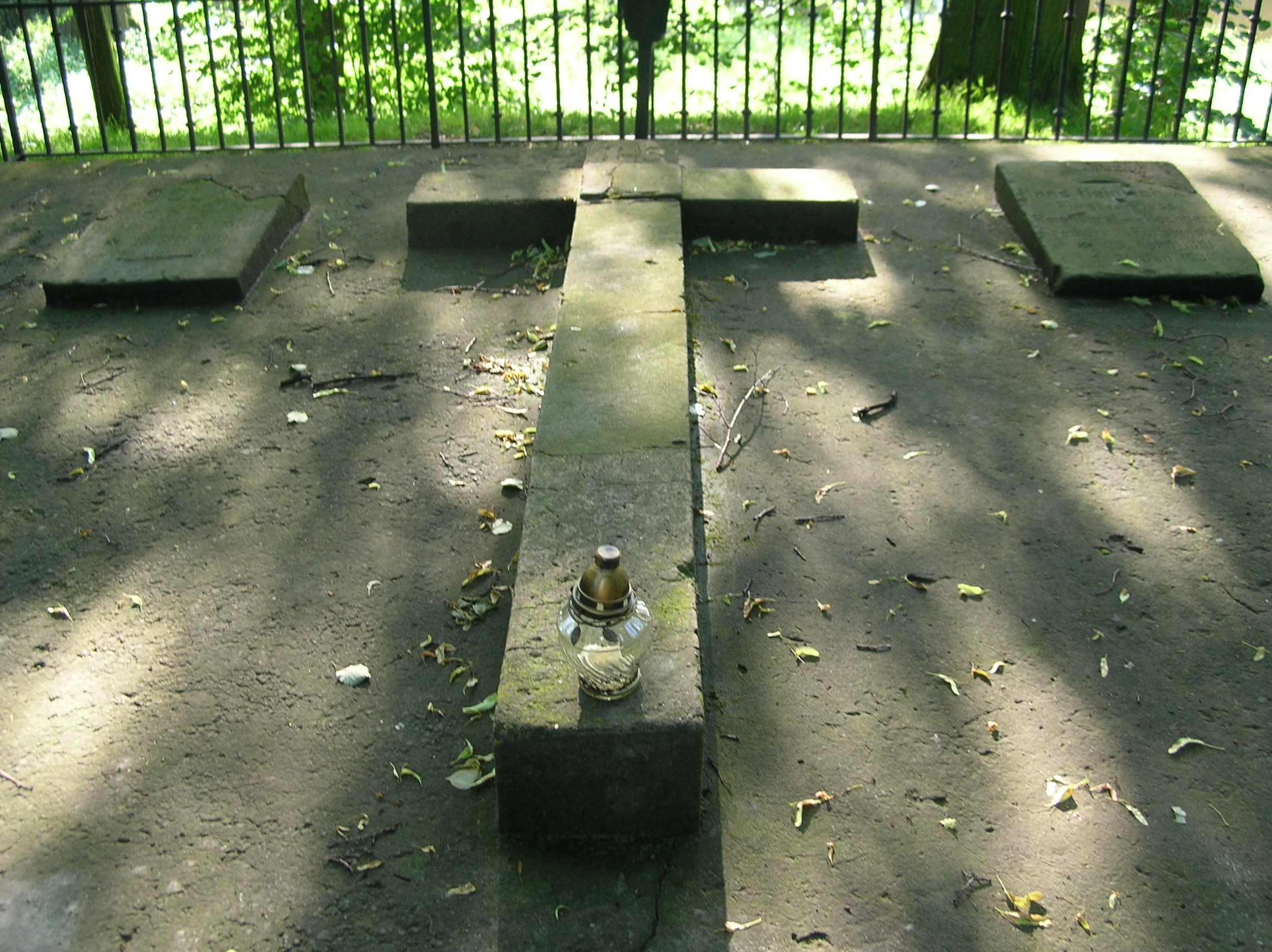
Grobowiec Bolka (L) i Jana Henryka XV (P) w Pszczynie

Jan Henryk XV von Hochberg (Hans Heinrich XV. Graf von Hochberg, ur. 23 kwietnia 1861 w Pszczynie, zm. 31 stycznia 1938 w Paryżu) – książę von Pless, hrabia von Hochberg, baron zu Fürstenstein. Mąż (1891–1923) Marii Teresy Oliwii Hochberg von Pless, pszczyńskiej „księżnej Daisy”.

## Życiorys
Urodził się 23 kwietnia 1861 roku w Pszczynie. Był pierworodnym synem Jana Henryka XI Hochberga von Pless i Marii von Kleist. W 1879 ukończył ekskluzywne wrocławskie Gimnazjum św. Marii Magdaleny. Następnie studiował nauki ekonomiczne na uniwersytetach w Berlinie, Genewie oraz Bonn. Studia miały przygotować go do zarządzania olbrzymimi dobrami Hochbergów na Śląsku. W wieku 22 lat Jan Henryk XV, jako syn księcia (Herzog von Pless) otrzymał od cesarza Wilhelma I niższy tytuł książęcy Fürst von Pless. W latach 1881–1882 służył w armii cesarskiej, początkowo jako ochotnik w królewskim pułku huzarów, następnie w pułku huzarów gwardii. Po dwóch latach opuścił szeregi armii w stopniu porucznika, biorąc bezterminowy urlop. W latach 1882–1885 odbył długą, obfitującą w liczne polowania podróż dookoła świata, odwiedził m.in. Indie oraz Amerykę Północną. Po powrocie podjął pracę w Ministerstwie Spraw Zagranicznych w Berlinie. Tam poznał i zaprzyjaźnił się z młodym następcą tronu Wilhelmem Hohenzollernem (późniejszym cesarzem Wilhelmem II). W 1886 Jan Henryk XV przeniesiony został na placówkę dyplomatyczną w Brukseli, a w rok później został attaché w ambasadzie w Paryżu.
W roku 1890 Jan Henryk XV oddelegowany został na stanowisko sekretarza w ambasadzie niemieckiej w Londynie. Tam poznał i oświadczył się dużo od siebie młodszej Marii Teresie Cornwallis-West zwanej Daisy. Ponieważ rodzina Cornwallis-West, choć koneksjami sięgająca angielskiego domu panującego, była zubożałą szlachtą angielską większą część kosztów ślubu, wesela i posagu opłaciła rodzina Hochbergów. Ślub odbył się 8 grudnia 1891 w kościele św. Małgorzaty w Westminsterze. Świadkami przysięgi małżeńskiej byli Edward ks. Walii (późniejszy król) i jego żona księżna Aleksandra, natomiast królowa Wiktoria osobiście udzieliła młodej parze swego błogosławieństwa. Początek małżeństwa upłynął im na podróżach po Europie, Afryce, Azji i Ameryce. Młoda para otrzymała od seniora rodu, Jana Henryka XI, do dyspozycji zamek w Książu, gdzie urządzali przyjęcia połączone z polowaniami, na których gościła śmietanka arystokracji europejskiej m.in. cesarz Wilhelm II. Z małżeństwa z Marią Teresą narodziło się czworo dzieci: N.N. córka (zmarła po urodzeniu), oraz synowie Jan Henryk XVII, Aleksander i Konrad (zwany Bolko).
Od 1902 roku Jan Henryk XV jako przedstawiciel warstwy junkrów zasiadał w Pruskiej Izbie Panów, był zwolennikiem partii wolnych konserwatystów (Freikonservative Vereinigung) reprezentującej interesy wielkich posiadaczy ziemskich. Na szczeblu prowincji Jan Henryk XV piastował funkcję wiceprezydenta prowincji śląskiej (1897–1918), uczestniczył również w pracach śląskiego sejmu prowincjalnego. Ponadto zasiadał w pszczyńskim sejmiku powiatowym (Kreistagu). W listopadzie 1902 odbył podróż dyplomatyczną do Stanów Zjednoczonych jako przedstawiciel cesarza Wilhelma II: wziął udział w inauguracji Niemieckiej Izby Handlowej, odwiedził kilka zakładów przemysłowych (m.in. Pensylwania Plants), a kulminacyjnym punktem podróży była wizyta w Białym Domu i rozmowa z prezydentem Teodorem Rooseveltem.

### Na tronie książęcym
Po śmierci ojca w 1907 przejął wyższy tytuł książęcy (Fürst) i jeden z największych majątków w Niemczech – dobra pszczyńskie (ok. 40 tys. ha, 6 kopalni węgla kamiennego, browar w Tychach i inne) i wałbrzyskie (ok. 10 tys. ha, 3 kopalnie węgla kamiennego i inne). Majątek ten systematycznie zadłużał wskutek rozrzutnego trybu życia rodziny i ogromnych inwestycji architektoniczno-budowlanych (m.in. przebudowa zamku Książ). Niemniej w latach 1914–1924 dokonał wielu inwestycji przemysłowych na Górnym i Dolnym Śląsku (rozbudowa kopalń i kolonii urzędniczo-robotniczych). Wspierał finansowo niemieckie organizacje nacjonalistyczne (np. Deutscher Flottenverein), sprzeciwiał się jednak działalności Ostmarkenverein w swoich górnośląskich dobrach. W latach I wojny światowej został awansowany do stopnia pułkownika, pełnił rolę oficera ordynacyjnego cesarza Wilhelma II. W latach 1915–1917 użyczył na 21 miesięcy do dyspozycji Niemieckiej Kwatery Głównej swój zamek w Pszczynie.
Po I wojnie miał jako pierwszy wysunąć ideę niepodległości Górnego Śląska, w związku z czym wspierał finansowo i na drodze dyplomatycznej górnośląski ruch niepodległościowy (zwany w polskiej historiografii separatystycznym) Związek Górnoślązaków (1919-1924) i występował przeciw polskiemu ruchowi narodowemu. Na drodze dyplomatycznej próbował przeforsować również niepodległość całego Śląska, aby w postulowanej Republice Śląskiej znalazły się zarówno Pszczyna, jak i Książ. W trakcie plebiscytu prawdopodobnie głosował za Niemcami. Podczas III powstania sam zwerbował i wyposażył kompanię ochotników, którzy pod dowództwem jego syna Jana Henryka XVII zasilili Kampforganisation Oberschlesien-Selbstschutz (Samoobronę Górnego Śląska), m.in. podczas zwycięskiej dlań bitwy o Górę św. Anny.
W 1922 roku posiadał w Polsce majątki ziemskie o powierzchni 42 030 ha, co plasowało go na jedenastej pozycji wśród największych właścicieli ziemskich w kraju. Do Hochbergów należały jednak nie tylko pola uprawne, lasy i stawy rybne, ale także 10 kopalń węgla, cegielnie, kamieniołomy, gorzelnie, elektrownie i browar „książęcy” w Tychach. Do tego należało dodać ok. 13 tys. ha majątków na Dolnym Śląsku z 3 kopalniami węgla, koksownią, fabryką amoniaku i uzdrowiskiem Salzbrunn (dzisiejsze Szczawno-Zdrój). Posiadali także pałace we Wrocławiu, w Berlinie, Saksonii, Monachium, a nawet na francuskiej Riwierze.
W 1922 przyjął obywatelstwo polskie. Chcąc zaskarbić sobie przychylność polskich władz, powoływał się na swoje piastowskie korzenie oraz gościł na swym pszczyńskim zamku przedstawicieli polskiego establishmentu politycznego. W tym samym roku rozwiódł się z księżną Daisy, a w 1925 zawarł związek małżeński z Klotyldą de Silva y Gonzales de Candamo, który zakończył się w 1936 rozwodem z powodu skandalu rodzinnego – macocha uwiodła najmłodszego syna Jana Henryka XV – Bolka. W II połowie lat 20. ponownie wspierał finansowo górnośląskich separatystów skupionych w Związku Obrony Górnoślązaków i Związku Rodowitych Górnoślązaków. Był również jednym z liderów mniejszości niemieckiej (Volksbund) w Województwie Śląskim. Wskutek światowego kryzysu gospodarczego jego dolnośląski majątek popadł w długi. W 1936 wobec nacisków wierzycieli Jan Henryk XV opuścił Książ i przybył do Pszczyny, gdzie jego syn Jan Henryk XVII toczył spory podatkowe z polskimi władzami, które dotarły nawet na arenę międzynarodową. Ostatecznie sam Jan Henryk XV doprowadził do ugody z wojewodą śląskim Michałem Grażyńskim i państwem polskim, podpisując w 1937 układ o zrzeczeniu się przywileju górniczego na ziemi pszczyńskiej oraz układ podatkowy. Na mocy tego ostatniego państwo polskie przejęło 56% jego dóbr.

### Ostatnie lata
Zmarł na atak serca 31 stycznia 1938 roku w paryskim hotelu Ritz. Został pochowany 7 lutego 1938 w Parku Zamkowym w Pszczynie. Podczas II wojny światowej jego obydwaj żyjący synowie walczyli przeciwko nazistom, starszy Jan Henryk XVII, jako Henry Pless w brytyjskim lotnictwie, Aleksander Hochberg-Pszczyński, jako strzelec w Armii Polskiej gen. Andersa.

## Upamiętnienie
Na życiu księcia Jana Henryka XV i jego rodziny został oparty w luźny sposób film Magnat i serial telewizyjny Biała wizytówka w reżyserii Filipa Bajona, w których główną rolę grał Jan Nowicki.

## Przypisy

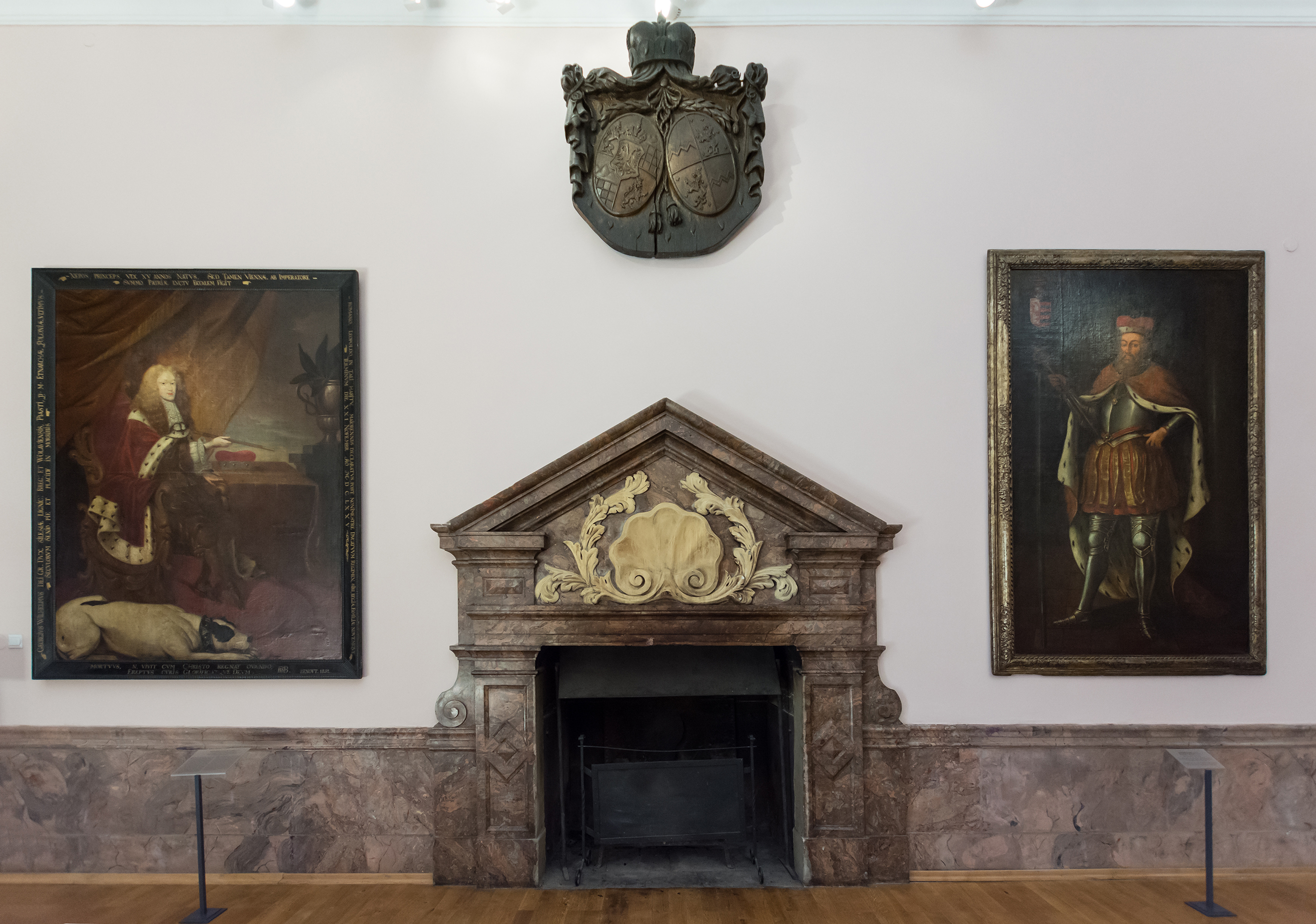
Komnata Konrada z herbami Jan Henryka XV i Daisy Corwallis-West